# Золоте забезпечення
Золотé забезпéчення – використання золотого запасу емісійних банків для забезпечення випущених в обіг банкнот. У період відсутності обміну банкнот на золото З. з. втрачає своє попереднє призначення. Оскільки статутом емісійних банків багатьох країн передбачена певна норма З. з., то воно до деякої міри обмежує емісію банкнот.